# Logis des Caradas
Le logis des Caradas est un ancien bâtiment de Rouen, incendié en 1940.

## Situation
Le logis des Caradas était situé à l'angle des rues de la Savonnerie et de la Tuile.

## Historique
Il a été construit par Caradas de Quesne, bailli de Rouen, issu d'une riche famille de négociants espagnols installés à Rouen. Le bâtiment nord a été réalisé dans la deuxième moitié du XVe siècle, le bâtiment sud avec le pignon sur la rue de la Tuile dans le premier quart du XVIe siècle.
« La perle des maisons de bois de notre cité », selon le commandant Quenedey, est victime de l'incendie du 9 juin 1940 : il n'en subsiste aucun vestige.

## Description
Maison en colombage, elle s'élevait sur trois étages et de combles en deux étages. Elle possédait un quadruple encorbellement, des corniches en mâchicoulis et deux oriels octogonaux.